# Тульн-ан-дер-Донау
Тульн-ан-дер-Донау (нім. Tulln an der Donau) — місто, окружний центр в Австрії, у федеральній землі Нижня Австрія.

## Загальні відомості
Входить до складу округу Тульн.  Населення становить 14 075 чоловік (станом на 31 грудня 2005 року). Займає площу 72.23 км². 
Тульн розташовано на правому березі річки Дунай за 25 кілометрів на північний захід від Відня. Через місто проходить залізниця Відень — Кремс, потяг до Відню йде близько 20 хвилин.
Тульн — одне з найдавніших міст Австрії. На його місці було розташовано давньоримське укріплене поселення Комагена. Тульн згадується у «Пісні про Нібелунгів».
1890 року в Тульні народився видатний австрійський художник Еґон Шіле.

## Пам’ятки
- Романська каплиця — збудовано у XIII столітті.
- Монастир міноритів — зведений у XVIII столітті, в будівлі розміщено декілька музеїв.
- Новий Римський музей — в музеї представлено археологічні знахідки Комагени.
- Музей Еґона Шіле.

## Політична ситуація
Бургомістр комуни — Вільгельм Штіфт (АНП) за результатами виборів 2005 року.
Рада представників комуни (нім. Gemeinderat) складається з 37 місць.
- АНП займає 22 місця.
- СДПА займає 11 місць.
- Австрійські зелені займають 3 місця.
- АПС займає 1 місце.

## Відомі особистості
В поселенні народився:
- Лео Штопфер (* 1964) — австрійський художник.

## Фотогалерея

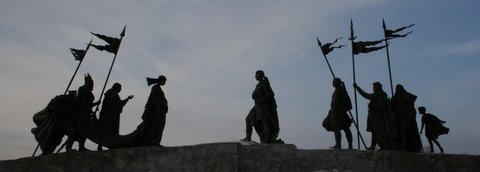
«Джерело Нібелунгів»
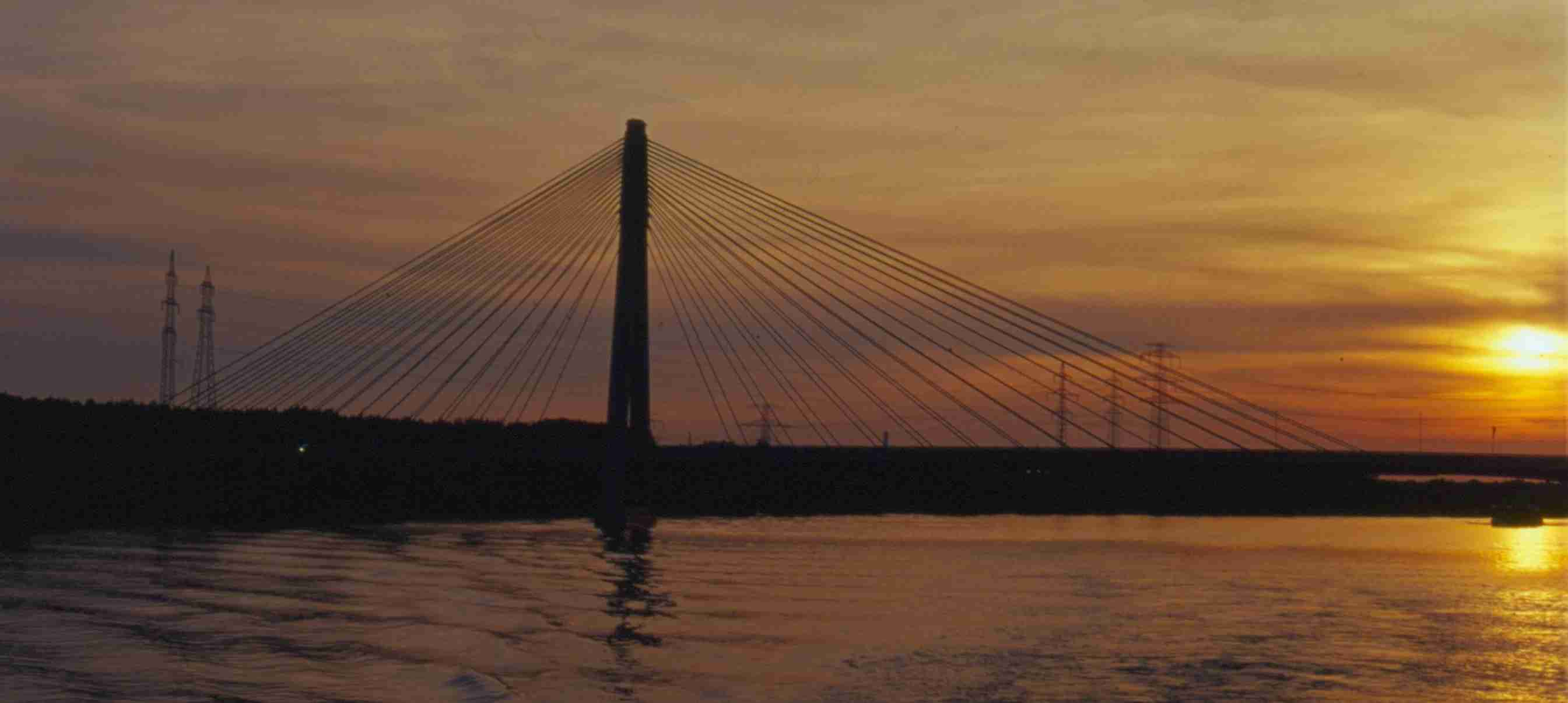
Розенбрюк
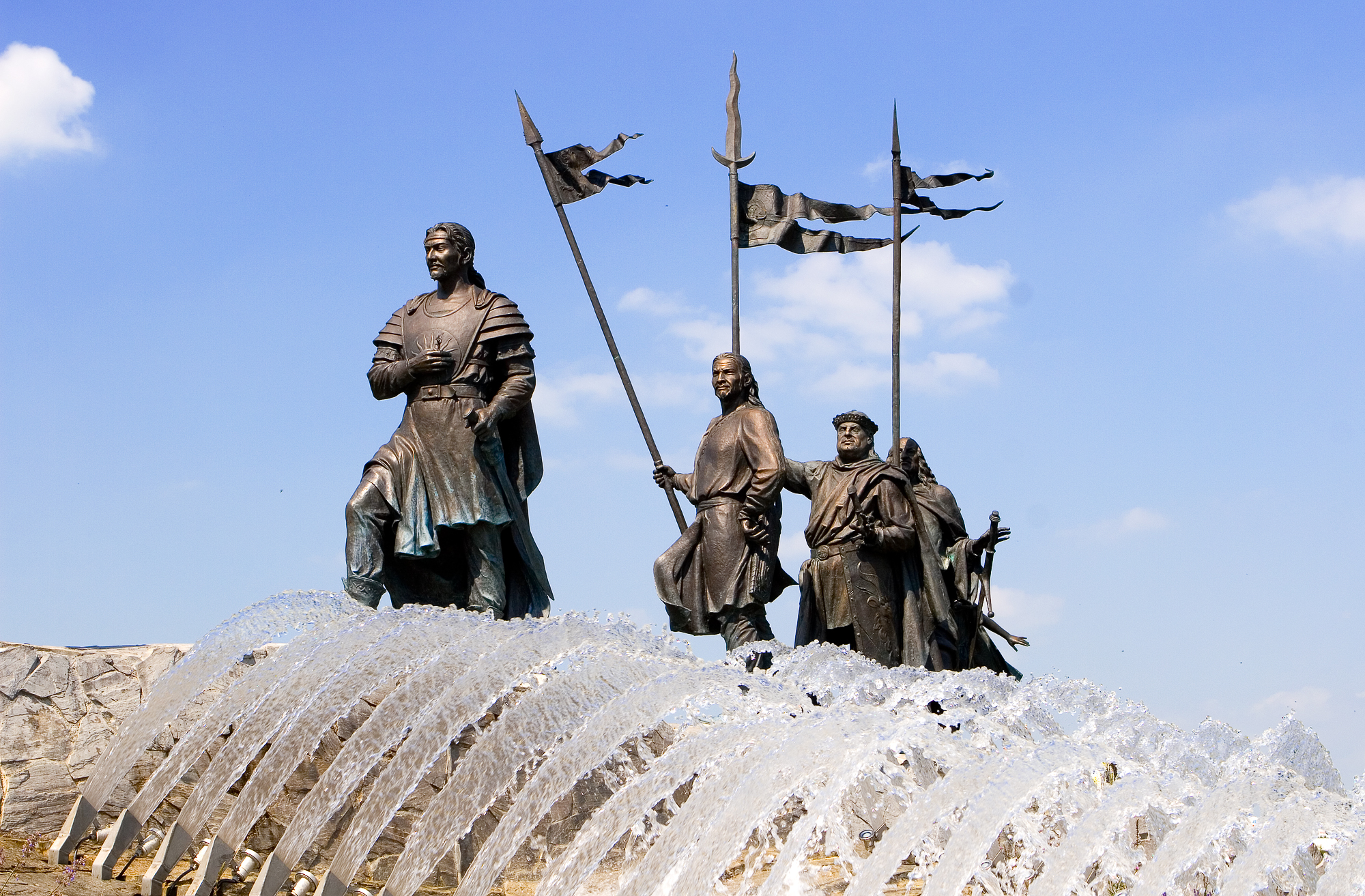
Джерело Нібелунгів у Тульні створено як художня композиція, що відтворює події епосу
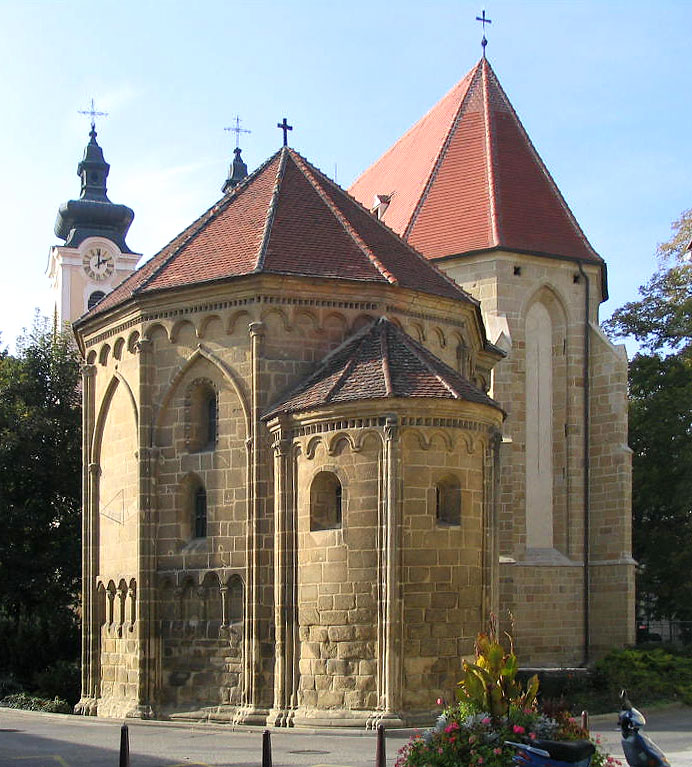
Склеп (кістниця) в пізньороманському стилі